# Jan Krček
Jan Krček (8. června 1901 Přemyšl – 24. března 1961) byl československý důstojník, příslušník československé armády v zahraničí během druhé světové války a politický vězeň komunistického režimu.

## Život

### Před druhou světovou válkou
Jan Krček se narodil 8. června 1901 v Přemyšlu v rodině důstojníka rakousko-uherské armády Josefa Krčka a Marie, rozené Hammerové. Mezi lety 1911 a 1915 studoval na reálném gymnáziu v Praze, poté do roku 1918 na Vyšší vojenské reálce v Hranicích. Ještě před koncem první světové války nastoupil ke studiu na Technické vojenské akademii v Mödlingu. Po vzniku Československa se přihlásil do Československé armády, konkrétně u pěšího pluku 28 v Praze, kde působil jako velitel čety. Během Sedmidenní války byl převelen na Těšínsko, kde sloužil při ochraně státní hranice do března 1919. Účastnil Maďarsko-československé války a na jižním Slovensku poté setrval až do dubna 1920. Následovalo studium důstojnického kurzu na Vojenské akademii v Hranicích, které ukončil v říjnu téhož roku. Do roku 1927 sloužil na Podkarpatské Rusi, poté do roku 1934 v Milovicích. Následovalo studium na Vysoké škole válečné v Praze, které ukončil v roce 1936. Následně do ledna 1937 sloužil v Plzni a poté u I. armádního sboru v Praze. Zde byl v létě téhož roku ustanoven přednostou 2. oddělení štábu. Počátkem prosince 1938 byl přemístěn ke IV. sboru v Olomouci, rozpad Československa jej zastihl opět na Podkarpatské Rusi, kde vybudoval a poté velel zpravodajské předsunuté agenturní ústředně. Po návratu odmítl vstup do Vládního vojska i státních služeb a odešel na dovolenou. Dosáhl hodnosti kapitána.

### Druhá světová válka

#### Polsko
Jan Krček se zapojil do struktur Obrany národa, ale 12. srpna 1939 opustil Protektorát Čechy a Morava, když u Šenova přešel státní hranici. Byl zadržen polskými orgány a odvezen do polského Těšína. Odtud uprchl a přihlásil se na československém velvyslanectví ve Varšavě. Byl zařazen k nově vznikající československé jednotce v Bronowicích, kde působil jako přednosta 2. a 3. oddělení. Následně byl ustanoven zástupcem velitele Východní skupiny československé armády. Po pádu Polska v září 1939 byl internován na území Sovětského svazu.

#### Francie
Mezi dubnem a květnem 1940 se Jan Krček lodí přesunul ze Sovětského svazu do Francie, kde byl počátkem června jmenován zástupcem velitele 3. praporu 1. pěšího pluku I. československé divize ve Francii. Během bitvy o Francii se zúčastnil bojů na předmostí Grand Morin, u Seiny a Gienu. Po pádu Francie se v červenci 1940 přeplavil do Spojeného království.

#### Spojené království
Po příjezdu do Spojeného království zastával Jan Krček velitelské funkce u zde založené 1. smíšené československé brigády. Vytipoval Jozefa Gabčíka a Jana Kubiše jako vhodné osobnosti k vykonávání speciálních úkolů na území protektorátu. K 1. říjnu 1942 byl ustanoven vedením studijního oddělení IV. odboru exilového Ministerstva vnitra, kde působil až do prosince 1945. Vypracovával elaboráty a situační zprávy týkající se poměrů v okupované Československu mj. pro mezispojeneckou komisi pro stíhání válečných zločinců. Dosáhl hodnosti majora.

### Po druhé světové válce
Působení na Ministerstvu vnitra musel Jan Krček v prosinci 1945 ukončit z důvodu zahájení řízení proti němu ze strany Obranného zpravodajství pod velením Bedřicha Reicina. Byl obviňován mj. ze spolupráce s Vlajkaři a valutových machinací. Řízení bylo pro nedostatek důkazů zastaveno v červnu 1946. Působil postupně jako velitel štábu 1. divize v Praze, jako zástupce velitele štábu velitelství II. sboru v Hradci Králové a jako velitel pěšího pluku 74 v Mostě. Dosáhl hodnosti plukovníka. I nadále byl sledován a odposloucháván Obranným zpravodajstvím. Po Vítězném únoru 1948 začaly být veřejně vyjadřovány pochybnosti o jeho kladném vztahu k novému zřízení. V září 1949 začal studovat tzv. generálský kurz, z něho byl ale k 27. květnu 1950 vyloučen, degradován a 1. června téhož roku zatčen za údajnou protistátní činnost. Ta nebyla prokázána, přesto byl odsouzen k devíti měsícům vězení za údajné držení tajných dokumentů. Vězněn byl v pověstném Domečku, Ruzyni, Mladé Boleslavi, Pardubicích a Všebořicích a to až do 18. dubna 1952, kdy byl na žádost manželky Jarmily propuštěn. Poté pracoval jako fakturista. V roce 1953 dosáhl navrácení hodnosti, v roce 1956 byl znovu degradován do hodnosti vojína. Zemřel zapomenut 24. března 1961. Pohřben je v rodinném hrobě na Bubenečském hřbitově.

## Rodina
Manželka Jana Krčka Jarmila se narodila v roce 1922 v rodině důstojníka československé armády. Druhou světovou válku strávila v Protektorátu Čechy a Morava. Po uvěznění manžela musela opustit kancelářskou práci a živit se manuálně. Po roce 1968 žila čtyři roky v emigraci. V roce 2022 oslavila sto let.

## Vyznamenání
- 1919 Československý válečný kříž 1914–1918
- 1939 a 1944 Pamětní odznak Čs. dobrovolce z let 1918–1919
- 1940 Československý válečný kříž 1939
- 1943 Řád britského impéria 4. třídy
- 1944 Československá medaile za zásluhy I. stupně
- 1944 Řád britského impéria 5. třídy